# Ineta Radēviča
Ineta Radēviča (Letònia, 13 de juliol de 1981) és una atleta letona, especialista en la prova de salt de longitud, amb la qual va arribar a ser subcampiona mundial el 2011.

## Carrera esportiva
Al Mundial de Daegu 2011 gana la medalla de plata en salt de longitud amb una marca de 6,76 metres, després de la nord-americana Brittney Reese i per davant de la belarussa Nastassia Mironchyk-Ivanova.